# Скрынник, Трофим Андреевич
Трофим Андреевич Скрынник (укр. Трохим Андрійович Скринник; 25 июля (6 августа) 1896 — 10 декабря 1977) — советский деятель сельского хозяйства, старший механик и инженер свеклосовхоза «Фёдоровский» в Великобурлукском районе Харьковской области. Герой Социалистического Труда.

## Биография
Трофим Скрынник родился 25 июля (6 августа) 1896 года в Курской губернии в крестьянской украинской семье.
С 1944 года работал старшим механиком свеклосовхоза «Фёдоровский», главная усадьба которого находилась в посёлке Фёдоровка. Занимался восстановлением сельхозтехники свеклосовхоза. В 1947 году свеклосовхоз собрал большое количество зерновых культур. Особенно большие показатели были в заготовки пшеницы, которой было собрано 35,03 центнера зерна с гектара на общей площади в восемьдесят гектаров.
За «получение высоких урожаев пшеницы, ржи и сахарной свёклы при выполнении совхозами плана сдачи государству сельскохозяйственных продуктов в 1947 году и обеспеченности семенами зерновых культур для весеннего сева 1948 года», Президиум Верховного совета СССР указом от 30 апреля 1948 года удостоил Трофиму Скрыннику звание Героя Социалистического Труда с вручением ордена Ленина и медали «Серп и Молот». Кроме старшего механика, звание героя получили ещё семь рабочих свеклосовхоза, это был директор совхоза Фёдор Фельберт, бригадир Прокофий Коленько и звеньевые: Мария Лоткова, Александра Сичкарёва, Мария Чернецкая, Екатерина Шибанова и Евдокия Шевченко.
В 1948 году стал членом ВКП(б). Трофим Скрынник жил в посёлке Фёдоровка и продолжал работать в местном свеклосовхозе, где впоследствии занял должность главного инженера. Умер 10 декабря 1977 года, похоронен в Фёдоровке.

## Награды
- Герой Социалистического Труда (30.04.1948)[3]
- орден Ленина (30.04.1948)[3]
- медаль «Серп и Молот» (30.04.1948)[3]
- медали

### Комментарий
1. ↑  Некоторые источники называют её Марией Лобановой.